# Saint-Germain (Vienne)
Saint-Germain is een gemeente in het Franse departement Vienne (regio Nouvelle-Aquitaine) en telt 954 inwoners (2004). De plaats maakt deel uit van het arrondissement Montmorillon.

## Geografie
De oppervlakte van Saint-Germain bedraagt 20,3 km², de bevolkingsdichtheid is 47,0 inwoners per km².
De onderstaande kaart toont de ligging van Saint-Germain (Vienne) met de belangrijkste infrastructuur en aangrenzende gemeenten.

## Demografie
Onderstaande figuur toont het verloop van het inwonertal (bron: INSEE-tellingen).